# Danièle Delorme
Danièle Delorme (* 9. Oktober 1926 in Levallois-Perret; † 17. Oktober 2015 in Paris) war eine französische Schauspielerin und Filmproduzentin.

## Leben
Danièle Delorme, gebürtige Gabrielle Girard, debütierte als Schauspielerin auf der Bühne und wurde bald für das Kino entdeckt. Neben Rollen in heiteren Filmen folgten in den 1950er Jahren auch Charakterrollen in Filmen wie Die schwarze Akte. Ihre Vielseitigkeit bewies sie auch auf der Bühne. Nach der Scheidung von ihrem ersten Ehemann, dem Schauspieler Daniel Gélin, heiratete sie den Schauspieler Yves Robert. Mit ihm führte sie eine Filmproduktionsgesellschaft. Ihr Sohn aus erster Ehe, Xavier Gélin, war als Schauspieler, Regisseur, Drehbuchautor und Produzent ebenfalls im Filmgewerbe tätig.
Danièle Delorme starb am 17. Oktober 2015 im Alter von 89 Jahren in Paris.

## Filmografie (Auswahl)
- 1942: Félicie Nanteuil
- 1948: Gigi
- 1950: Miquette et sa mère
- 1950: Die naive Sünderin (Minne, l’ingénue libertine)
- 1951: Ohne Angabe der Adresse (…Sans laisser d’adresse)
- 1951: Olivia
- 1952: Die junge Irre (La jeune folle)
- 1952: Von Sensationen gehetzt (Les dents longues)
- 1953: Der Arzt und das Mädchen (Le guérisseur)
- 1953: Tempi nostri
- 1954: Casa Ricordi
- 1955: Die schwarze Akte (Dossier noir)
- 1956: Der Engel, der ein Teufel war (Voici le temps des assassins)
- 1957: Die Elenden (Les misérables)
- 1958: Frauengefängnis (Prison de femmes)
- 1958: Jeder Tag birgt ein Geheimnis (Chaque jour a son secret)
- 1962: Der siebte Geschworene (Le septième juré)
- 1970: Voyou – Der Gauner (Le voyou)
- 1970: Hoa-Binh
- 1972: Trauma
- 1977: Die Barrikade von Point du Jour (La barricade du Point du Jour)
- 1977: Wir kommen alle in den Himmel (Nous irons tous au paradis)
- 1982: Küste der Liebe (La côte d’amour)
- 1984: Novembermond
- 1990: La grande dune
- 1992: Stille Wasser (Les eaux dormantes)

### Produktion
- 1962: Krieg der Knöpfe (La guerre des boutons)
- 1967: Alexander, der Lebenskünstler (Alexandre le bienheureux)
- 1969: Wahre Liebe rostet nicht (Le grand amour)
- 1979: Ein kleines Luder (La drôlesse)
- 1988: Frequenz Mord (Fréquence meurtre)

## Auszeichnungen
- 2009: Kommandeur des Ordre des Arts et des Lettres[3]